# Isuzu Bellett

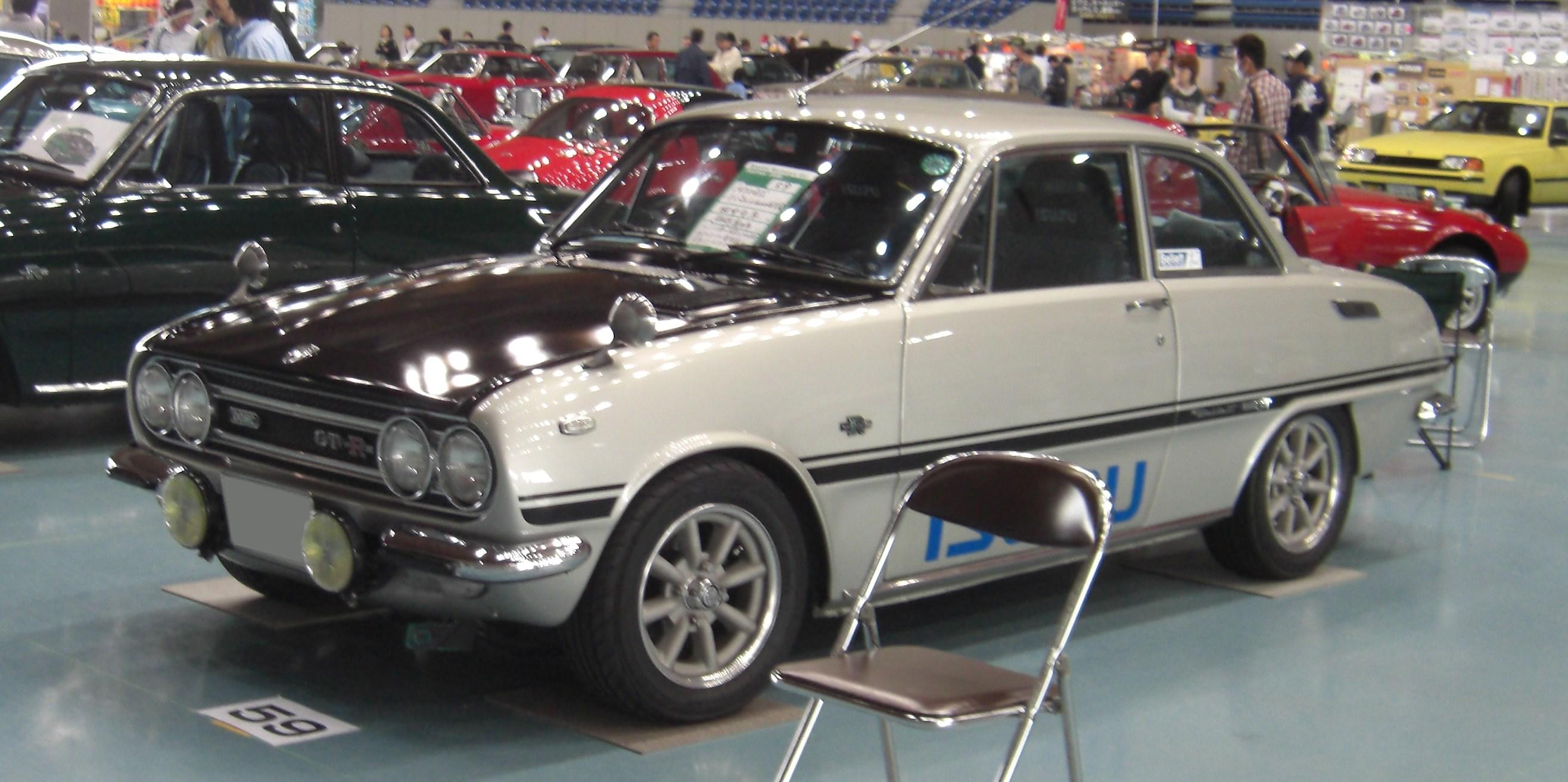
Isuzu Bellett GT-R

Isuzu Bellett är en personbil som tillverkades av den japanska biltillverkaren Isuzu mellan 1963 och 1973. 

## Isuzu Bellett
Isuzu Bellett presenterades 1963 som ersättare till brittiska Hillman Minx som företaget tillverkat på licens sedan början av 1950-talet. Bellett fanns som sedan och kombi samt som pick up. 
Isuzu Bellett var den första japanska bilmodell som importerades till Sverige, en kort period med början 1965.

### GT / GT-R
1964 tillkom Bellett GT med coupékaross och starkare motor med dubbla förgasare.
Från hösten 1969 såldes även Bellett GT-R, avsedd för racing. Bilen hade fått motorn med dubbla överliggande kamaxlar från Isuzu 117 Coupé. Modellen byggdes i ca 1 400 exemplar och blev framgångsrik inom motorsport.

## Motor
| Modell | Motor               | Cylindervolym | Effekt | Bränslesystem    |
| ------ | ------------------- | ------------- | ------ | ---------------- |
| 1300   | 4-cyl radmotor ohv  | 1325 cm³      | 70 hk  | Enkel förgasare  |
| 1500   | 4-cyl radmotor ohv  | 1471 cm³      | 78 hk  | Enkel förgasare  |
| 1600   | 4-cyl radmotor SOHC | 1584 cm³      | 93 hk  | Enkel förgasare  |
| GT     | 4-cyl radmotor SOHC | 1584 cm³      | 103 hk | Dubbla förgasare |
| GT-R   | 4-cyl radmotor DOHC | 1584 cm³      | 120 hk | Dubbla förgasare |
| 1800   | 4-cyl radmotor SOHC | 1817 cm³      | 99 hk  | Enkel förgasare  |
| Diesel | 4-cyl radmotor ohv  | 1764 cm³      | 54 hk  | Dieselmotor      |